# 溫和聯合黨
溫和聯合黨（Moderata samlingspartiet），常簡稱作溫和黨（Moderaterna），是瑞典中間偏右、自由保守主義政黨。
溫和聯合黨曾取名為右翼國家組織（Högerns riksorganisation）和右翼黨（Högerpartiet），1969年改為現名。

## 歷史

### 瑞典聯盟
2006年至2014年，溫和黨與中間黨、自由人民黨和基督教民主黨合組執政聯盟──瑞典聯盟。

### 近年意識形態與政治立場

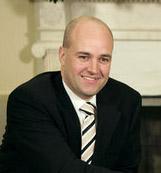
弗雷德里克·賴因費爾特，前任瑞典首相（2006－2014）

溫和黨表示該黨意識形態結合了自由主義與保守主義，稱之為自由保守主義。在瑞典和多數歐洲國家的自由主義一詞，與現在美國現代自由進步主義不同，但較接近傳統意義的古典自由主義。
溫和黨支持自由市場與個人自由，在歷史上是推動私有化、解制、減稅和減少公部門成長的重要力量。然而該黨也擁護多數1930年代以來採用的社會福利國家制度。其他議題上，該黨反對暴力犯罪和性犯罪，增加與宣揚工作價值，提升教育體系品質。
溫和黨在2003年公投中支持採用歐元，但該黨更為激進的青年團在2007年反對瑞典加入貨幣同盟。
溫和黨2008年的官方政策是尊重2003年公投結果，因此這議題在近期不會再次浮上檯面。
在弗雷德里克·賴因費爾特成為黨魁後，溫和黨採納實用主義觀點。該黨捨棄了一些早期重要主張如比例所得稅和增加軍事支出。過去稍微帶有新自由主義的對勞動法的批評，也轉變為保留「瑞典模型」與維持勞動市場平衡。賴因費爾特政府因此瑞典一世紀以來執政最久的保守派政府。
溫和黨支持瑞典加入北約。該黨也希望減少且更具效率的外援支出。溫和黨支持瑞典加入歐盟。
在社會政策方面，溫和黨支持同性婚姻。

## 選民基礎
左表列出溫和黨在2010年瑞典大選民調中各團體的支持度與差異。右表列出溫和黨在2010年瑞典大選各選區得票率與差異。高於平均的團體/選區以綠色表示，低於平均以紅色表示。
如表所示，溫和黨獲得最高支持度的五個團體分別為：企業家（40%）、公務員（34%）、私部門雇員（34%）、男性（32%）、雇傭勞動者（32%）。 獲得最低支持度的五個團體分別為傷病人士（14%）、瑞典工會聯合會成員（16%）、藍領階級（19%）、海外成長者（20%）、地方政府雇員（21%）。
在地理上，溫和黨獲得較高支持度地區為斯德哥爾摩省、西與南瑞典，而在人口稀少地區較低（特別是北瑞典）。最高支持度的五個選區分別為：斯德哥爾摩省（39.96%）、斯科訥省南（38.46%）、哈蘭省（34.71%）、斯德哥爾摩市（34.29%）、斯科訥省西（33.80%）。 最低高支持度的五個選區分別為：北博滕省（16.38%）、西博滕省（21.60%）、西諾爾蘭省（34.71%）、耶姆特蘭省（22.20%）、厄勒布魯省（23.14%）。
溫和黨選民將以下議題列為決定他們2010年大選動向的五大議題：
1. 瑞典經濟
2. 失業
3. 私人經濟
4. 學校與教育
5. 稅

溫和黨選民絕大多數自認是右派。83%的選民自認是右派，2%自認是左派，14%自認是「非左非右」。此外，溫和黨與中間黨有最多選民（83%）表示他們「對瑞典政治人物有大/較大信心」。（平均70%）